# Stagione 1971-1972 di snooker
La stagione 1971-1972 di snooker è la 4ª edizione di una stagione di snooker. Ha preso il via il 1º marzo 1971 ed è terminata il 29 aprile 1972, dopo otto tornei professionistici non validi per la classifica mondiale (tre in più della scorsa stagione).

## Calendario

### Main Tour
| N° | Date di gioco                           | Torneo                               | N° edizione | Città               | Impianto                    | Vincitore      | Finalista      | Risultato   | Note  |
| -- | --------------------------------------- | ------------------------------------ | ----------- | ------------------- | --------------------------- | -------------- | -------------- | ----------- | ----- |
| 1  | dal 1º marzo 1971 al 26 febbraio 1972   | Campionato mondiale                  | 41ª         | Birmingham          | Selly Park British Legion   | Alex Higgins   | John Spencer   | 37–32       | [ 2 ] |
| 2  | 17 settembre 1971                       | Stratford Professional               | 2ª          | Stratford-upon-Avon | Wilmcote Working Men's Club | John Spencer   | David Taylor   | 5–2         |       |
| 3  | dal 4 al 31 ottobre 1971                | Park Drive 2000 - Evento 1           | 2ª          | Molteplici          | Molteplici                  | Ray Reardon    | John Spencer   | 4–3         | [ 3 ] |
| 4  | dall'8 al 30 novembre 1971              | Australian Professional Championship | 10ª         | Sydney              | Junior Rugby League Club    | Eddie Charlton | Warren Simpson | 15–7        | [ 4 ] |
| 5  | dal 29 dicembre 1971 al 1º gennaio 1972 | Pot-Black                            | 4ª          | Birmingham          | BBC Studios                 | Eddie Charlton | Ray Reardon    | 1–0 (75-43) | [ 5 ] |
| 6  | dal 3 all'8 gennaio 1972                | Irish Professional Championship      | 1ª          | Belfast             | ?                           | Alex Higgins   | Jackie Rea     | 28–12       | [ 6 ] |
| 7  | dal 3 gennaio al 20 marzo 1972          | Men Of The Midlands                  | 1ª          | Molteplici          | Molteplici                  | Alex Higgins   | John Spencer   | 4–2         | [ 7 ] |
| 8  | dal 31 gennaio al 20 febbraio 1972      | Park Drive 2000 - Evento 2           | 3ª          | Molteplici          | Molteplici                  | John Spencer   | Alex Higgins   | 4–3         | [ 8 ] |

Tornei rimossi dalla scorsa stagione
- Chester Professional Tournament
- Park Drive 600

Tornei aggiunti dalla scorsa stagione
- Irish Professional Championship
- Men Of The Midlands

Numero di tornei per nazione
3 nazioni diverse ospitano almeno un torneo professionistico, una in più della scorsa stagione.
| N° | Nazione          | Numero | Stagione precedente |
| -- | ---------------- | ------ | ------------------- |
| 1  | Inghilterra      | 7      | 5                   |
| 2  | Australia        | 1      | 2                   |
| 3  | Irlanda del Nord | 1      | 0                   |

Numero di tornei per città
5 città diverse ospitano almeno un torneo professionistico.
| N° | Città               | Numero | Stagione precedente |
| -- | ------------------- | ------ | ------------------- |
| 1  | Birmingham          | 2      | 1                   |
| 2  | Sheffield           | 1      | 1                   |
| 3  | Stratford-upon-Avon | 1      | 1                   |
| 4  | Sydney              | 1      | 1                   |
| 5  | Belfast             | 1      | 0                   |